# Vetiverolie

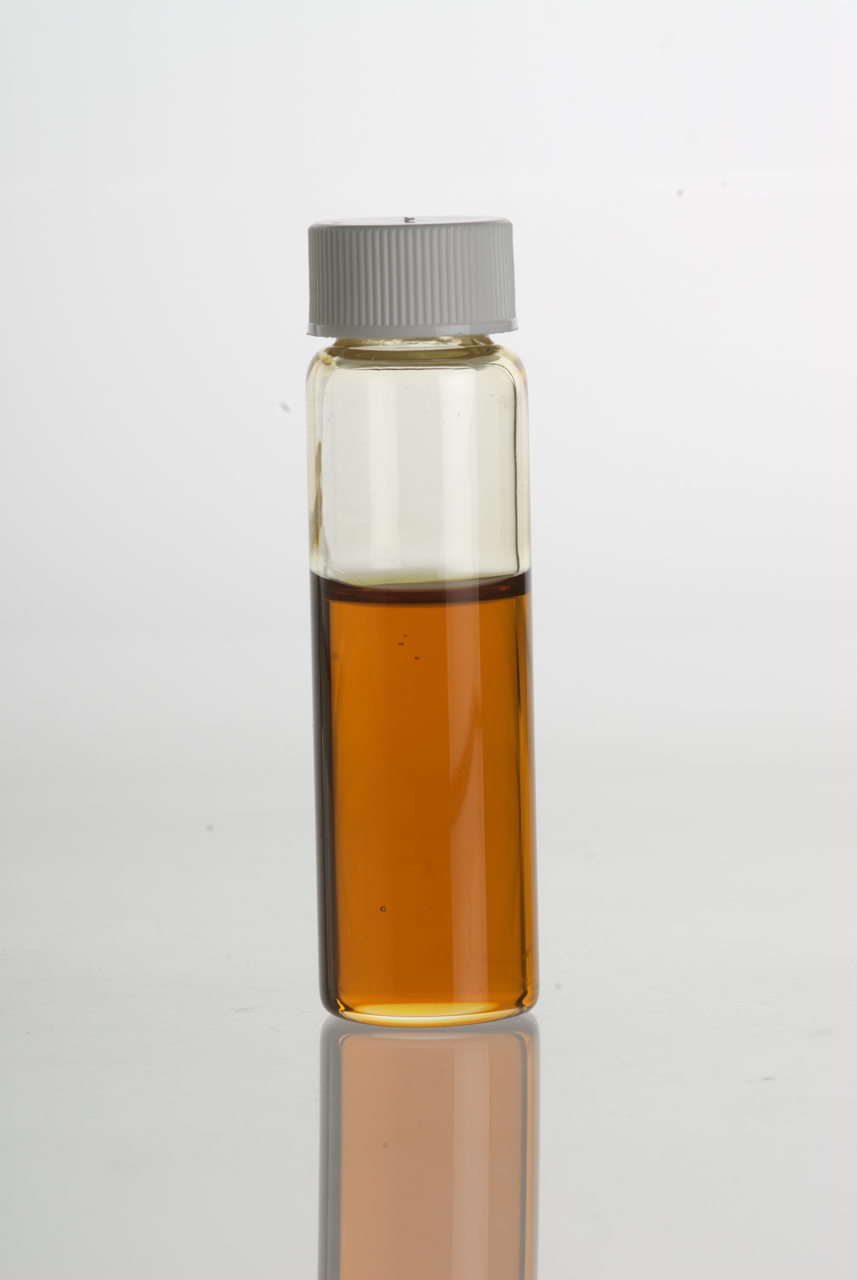
Vetiverolie

Vetiverolie is een in de parfumerie gebruikte dikke olie bereid uit de wortels van vetiver, een Indiase grassoort.

## Productie
De beste olie wordt verkregen uit 18 tot 24 maanden oude wortels van het gras. De wortels worden opgegraven, schoongemaakt en gedroogd. Vervolgens worden de wortels in stukjes gehakt en met water gemengd. Door stoomdestillatie wordt het water gescheiden van de olie. De olie wordt opgevangen en voor enkele maanden opgeslagen, zodat enkele ongewenste componenten nog uit de olie kunnen verdwijnen. Zoals bij meerdere oliën het geval is, wordt de geur bij vetiverolie steeds sterker naargelang de olie ouder wordt.

## Samenstelling
De samenstelling van de olie kan wezenlijk verschillen, afhankelijk van het klimaat en de grondsoort waar het gras heeft gegroeid. De olie uit bijvoorbeeld Haïti en Réunion heeft veel meer geuren afkomstig van bloemen en wordt daarom ook beter gewaardeerd dan de olie afkomstig van Java, die veel rokeriger ruikt. 
Vetiverolie is eigenlijk een mengsel van meer dan 100 geïdentificeerde componenten. De voornaamste componenten zijn:
| Benzoëzuur          | Furfurol            |
| Vetiveen            | Vetivenylvetivenaat |
| α-vetivon           | β-vetivon           |
| Terpinen-4-ol       | 5-epiprezizaan      |
| Khusimeen           | α-muuroleen         |
| Khusimon            | Calacoreen          |
| β-humuleen          | α-longipineen       |
| γ-selineen          | δ-selineen          |
| δ-cadineen          | Valenceen           |
| Calareen,-gurjuneen | α-amorpheen         |
| Epizizanal          | 3-epizizanol        |
| Khusimol            | Iso-khusimol        |
| Valerenol           | Vetivazuleen        |
| Vetiverol           |                     |

In het noorden van India wordt vetiverolie gemaakt van wild vetivergras. Deze olie wordt ook wel Khus of Khas genoemd. De kwaliteit van deze olie is superieur aan de olie die afkomstig is van gecultiveerd gras. Deze olie wordt nauwelijks buiten India gewonnen, omdat vrijwel alle olie voor binnenlands gebruik wordt gemaakt.